# Daphne Hahn
Daphne Hahn (* 1960) ist eine deutsche Gesundheitswissenschaftlerin. Sie ist Professorin an der Hochschule Fulda und zudem Bundesvorsitzende von Pro familia.

## Leben
Hahn ist eine Gesundheitswissenschaftlerin und Professorin für empirische Sozialforschung an der Hochschule Fulda.  Hahn lebt und arbeitet in Fulda, wo sie lehrt und Forschungsprojekte auf verschiedenen Gebieten durchführt.
Hahn engagiert sich auch gesellschaftspolitisch, unter anderem als Bundesvorsitzende von Pro familia, wo sie sich für die Rechte und die medizinische Versorgung von Frauen starkmacht. Zu ihren Positionen gehört ebenfalls die Mitgliedschaft im wissenschaftlichen Beirat des Frauengesundheitszentrums Frankfurt/Main.

## Forschungsschwerpunkte
In ihrer akademischen Laufbahn hat sie sich mit Forschungsmethoden, Evaluationsmethoden, Public-Health-Strategien und der Gesundheitsförderung auseinandergesetzt. Ihre Lehrgebiete umfassen vor allem die Handlungsfelder der Prävention.
Hahn hat Beiträge zu den Bereichen Gesundheitswissenschaft und Sozialforschung geleistet. Zu ihren Arbeiten zählen Studien zur Prävention von Partnergewalt, zur Erkennung des Befindens von Menschen mit Demenz und zur emotionsorientierten Kommunikation in der Pflege. Ihre Forschungsprojekte zielen auf die Entwicklung von Unterstützungsangeboten und die Verbesserung der Pflegesituation.
Besonders einflussreich war ihre Leitung der Studie zu ungewollten Schwangerschaften in Deutschland, welche die Versorgungslage und den sozialen Druck auf die betroffenen Frauen beleuchtete. Diese Studie führte zu wichtigen Erkenntnissen über die regional unterschiedliche Verfügbarkeit und die Stigmatisierung von Schwangerschaftsabbrüchen.
Daphne Hahn betont die Bedeutung der Anerkennung von Schwangerschaftsabbrüchen als medizinische Grundversorgung und den Abbau der Stigmatisierung von ungewollt Schwangeren sowie von Ärzten, die Abbrüche vornehmen. Sie fordert den rezeptfreien Zugang zur Pille danach, um Frauen unmittelbare Kontrolle über ihre reproduktive Gesundheit zu ermöglichen. Sie weist zudem auf die erheblichen gesellschaftlichen Fortschritte und verbleibenden Herausforderungen in der Sexualpädagogik und Familienplanung hin.
Im März 2023 wurde sie von den Bundesministern Karl Lauterbach, Marco Buschmann und der Bundesministerin Lisa Paus in die Kommission zur reproduktiven Selbstbestimmung und Fortpflanzungsmedizin berufen. Dort gehörte sie zur Arbeitsgruppe 1 – Möglichkeiten der Regulierung für den Schwangerschaftsabbruch außerhalb des Strafgesetzbuches. Die Arbeitsgruppe 1 übergab am 15. April 2024 den Bundesministern Karl Lauterbach, Marco Buschmann und Lisa Paus ihren Abschlussbericht.